# Serre-les-Moulières
Serre-les-Moulières es una comuna francesa situada en el departamento de Jura, en la región de Borgoña-Franco Condado.
Forma parte del área de atracción de Besanzón.

## Demografía
| 128 | 122 | 122 | 137 | 139 | 141 | 189 |
| Para los censos de 1962 a 1999 la población legal corresponde a la población sin duplicidades (Fuente: INSEE [Consultar]) |     |     |     |     |     |     |